# Albert Edward Spencer
Albert Spencer, VII conde Spencer (nacido como Albert Edward Spencer; Londres, 23 de mayo de 1892-Northampton, 9 de junio de 1975), conocido como El Honorable Albert Spencer hasta 1910, y desde 1910 hasta 1922 como vizconde Althorp, fue un noble británico  y conde de Spencer desde la muerte de su padre, Charles Robert Spencer en 1922, hasta su fallecimiento, en 1975.

## Biografía

### Nacimiento y familia
Alberto nació en Londres, y era hijo del futuro Charles Spencer, VI conde de Spencer y de su esposa Margaret Baring, segunda hija de Eduardo Baring, I barón Revelstoke. Sus padrinos de bautismo incluyeron al rey  Eduardo VII del Reino Unido.

### Educación
Después de su educación en la Escuela Harrow y en el Colegio Trinity en Cambridge, sirvió durante la Primera Guerra Mundial como capitán del First Life Guards y tuvo un rol activo en la política local de Northamptonshire siendo parte del Partido Conservador. Abrió su casa ancestral, Althorp, al público y era un buen conocedor de la Historia del Arte. Era un seguidor de la Sociedad de Antigüedades de Londres y de la Sociedad Real de Artes y durante los años 1960 fue presidente del Consejo del Museo Victoria and Albert. Fue lord teniente de Northamptonshire de 1952 a 1967 y presidente de los Gobernadores de la Escuela Wellingborough de 1946 a 1972.
Murió en St. Matthews Nursing Home después de una corta enfermedad y fue sucedido por su hijo John Spencer como VIII conde Spencer.

### Matrimonio e hijos
Se casó con Cynthia Hamilton, hija de Jacobo Hamilton, tercer duque de Abercorn, en 1919 y tuvieron dos hijos.
- Lady Ana Spencer (1920-2020), casada en 1944 con el Capitán Christopher Walke-Walker(1920-1998) con descendencia, hijo del almirante Sir Frederick Walke-Walker.
- John Spencer, VIII conde de Spencer (1924-1992), con descendencia.